# 普巴金剛
普巴金剛（藏語：རྡོ་རྗེ་ཕུར་བ，威利转写：rdor rje phur ba，THL：Dorjé Phurba，音译多傑普巴），乃金剛薩埵的忿怒相（又稱為嘎瑪黑嚕嘎），具五方佛智慧體性，為五輪中事業輪（密輪）的主尊，是密教中的金刚明王。

## 「普巴」之字義
普巴二字為藏語，其義為「橛」，為三棱前尖的利器，即其所执的降魔金刚杵。
就「普巴」的字義上來說，“普”字有空性之意，“巴”字有智慧的意思。普巴二字就是空性和智慧的结合，也就是金剛薩埵（金剛持）之本性。修持普巴法，要断除一切自我的执念、贪念，消除内心的恐惧。如此，才能了解普巴法之谛，即就是：修法不在于降伏他物，而在于悟其心。

## 普巴金剛之由來
相傳在藏地，以前有一位大力鬼神，名麻當姆魯札，具有三頭六臂四足與二翅膀，住於屍陀林，危害三界一切有情，「嘎瑪黑魯嘎」為降伏此大力鬼神乃化身為普巴金剛與大力鬼神同一形相，具無比大威神力，終將大力鬼神即一切魔催伏。 

## 外形

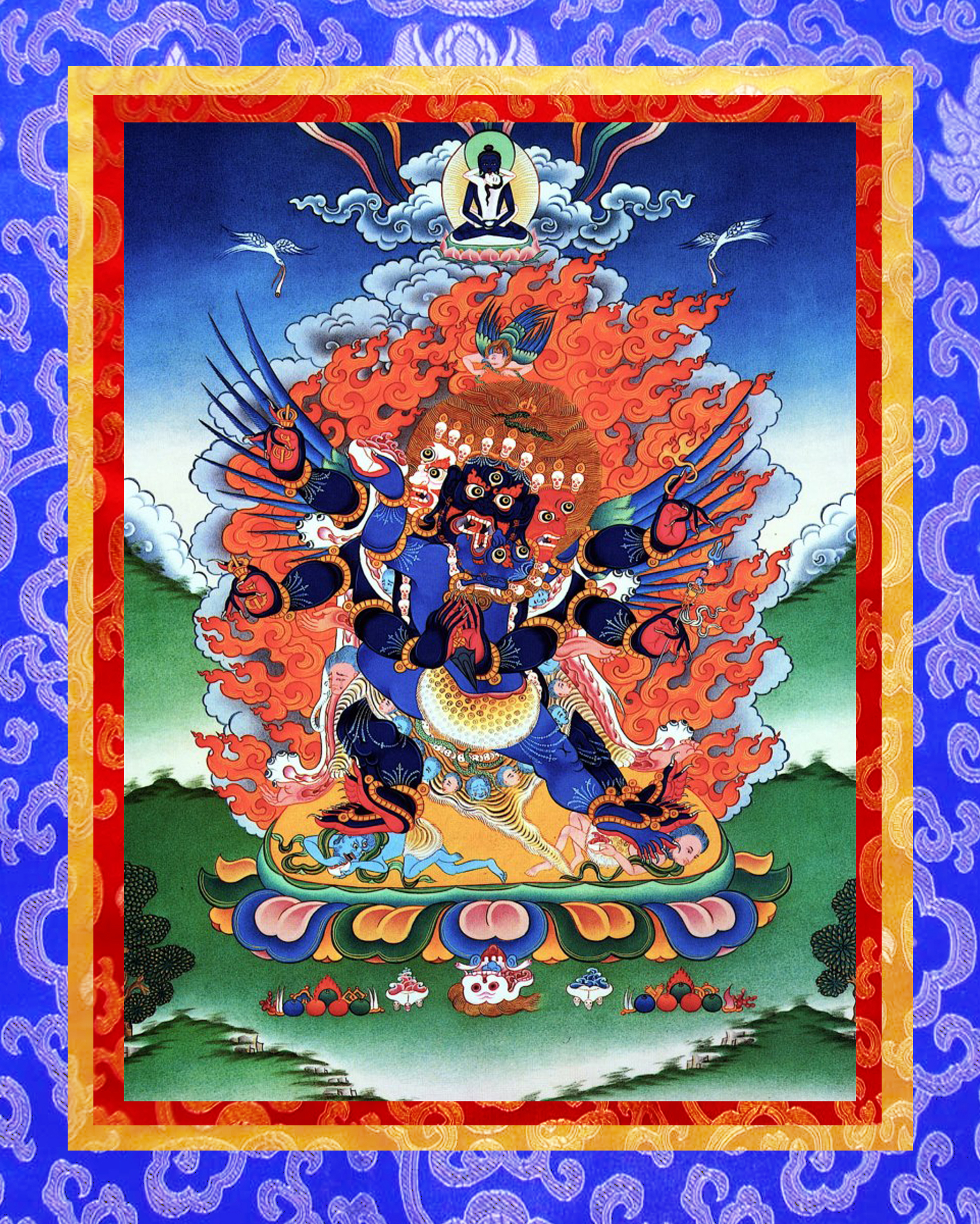
普巴金剛

本尊身黑蓝色，具有三头，每头各有三目，具有六手，背后生有翅膀。常見的三面六臂普巴金剛，是金剛薩埵、金剛手菩薩的化身。
“忿怒普巴蓮師”，則是蓮華生大士進入其心變化出全身赤紅，一頭二臂。

## 外部連結
- 普巴金剛法間·功德

## 註释参考
1. ↑  .   [2017-09-21]. （原始内容存档于2017-09-21）.